# Şalgamlı, Hayrabolu
Şalgamlı là một thị trấn thuộc huyện Hayrabolu, tỉnh Tekirdağ, Thổ Nhĩ Kỳ. Dân số thời điểm năm 2011 là 1.46 người.